# Ramosé (père de Sénènmout)
Pour les articles homonymes, voir Ramosé.
Ramosé est le père de Sénènmout, précepteur et père nourricier de Néférourê, la fille de la pharaonne Hatchepsout (XVIIIe dynastie).

## Biographie
Il est originaire de la région de Ouaouat, au sud d'Assouan, en Basse-Nubie, comprise entre la première et la deuxième cataracte du Nil.
Il est vraisemblable qu'il était un ancien notable, prisonnier de guerre sous Thoutmôsis Ier lors de ses expéditions jusqu'à la troisième cataracte destinées à établir définitivement la suprématie de l'Égypte pharaonique sur le Ouaouat et Koush.
Son épouse Hatnéfer (surnommée Tioutiou), était probablement déjà au service de la reine Ahmès-Néfertary, mère d'Hatchepsout.
Ils sont enterrés tous les deux, avec deux autres cercueils, dans une tombe découverte par A. Lansing et William Christopher Hayes en 1936 sous le parvis de celle de leur fils, la tombe TT71.
Le cercueil peint de Ramosé était de qualité médiocre enrichi par de la feuille d'or avec laquelle le visage, la gorge et les oreilles avaient été recouverts. Lorsque ce cercueil a été ouvert, il ne contenait que les os disjoints. L'inspection des os a révélé que Ramosé était un homme petit qui était assez âgé lors de sa mort. Deux des bandages qui enveloppaient son corps avait été marqués à l'encre du cartouche de Néférourê, la fille d'Hatchepsout et Thoutmôsis II. Il mesurait entre 167 et 170 cm et avait entre 25 et 30 ans lorsqu'il est décédé. Dans le cercueil et dans la tombe et il n'y avait pas d'objets qui pourraient être attribués à Ramosé - il a eu, de toute évidence, non seulement aucun titre important (c'est-à-dire pas de poste important), mais il a apparemment été également un homme pauvre.
Ramosé porte seulement le titre sȝb, c'est-à-dire dignitaire, mais d'un rang inconnu. Toutefois, il est souvent observé que même de hauts fonctionnaires, à titre posthume, portent seulement ce titre, signifiant alors la supériorité, mais généralement il est en préfixe d'autres, tels que gouverneur de province, chef de la justice, chef des scribes ou directeur des documents. Le titre seul ne dit donc rien sur l'origine sociale de Ramosé. 
Hayes, dans une publication en 1937, a déclaré au sujet de Ramosé : « Il s'agit d'un homme du commun, probablement un paysan, engagé dans une profession associée à l'État religieux ou à l'administration ... ». Cette déclaration de Hayes ne reflète probablement pas le statut social de Ramosé ; il semble assez peu probable qu'il eut été un paysan. Si l'on compare l'enterrement des parents de Sénènmout avec ceux de ses contemporains, il faut s'appuyer sur la base d'absence d'objets dans la tombe à la conclusion que Ramosé n'avait certainement pas été une personnalité significative à la cour royale, mais plutôt un petit fonctionnaire ou un artisan.